# Самойленко Ігор Олександрович
Ігор Олександрович Самойленко (нар. 17 березня 2002, Прилуки, Чернігівська область, Україна) — український футболіст, захисник «Чернігова».

## Життєпис
Народився в Прилуках. У юнацькому чемпіонаті Києва з 2009 по 2013 рік виступав за «Європу» (Прилуки) та «Переможець» (Київ). З 2013 по 2016 рік виступав в юнацькому чемпіонаті Чернігівської області за «Європу» (Прилуки). З 2016 по 2018 рік виступав у ДЮФЛУ за київську КОДЮСШ.
У 2018 році потрапив до структури «Десни», у футболці якої виступав за юнацьку та молодіжні команди.
У червні 2021 року став гравцем «Чернігова». У футболці «городян» дебютував 24 липня 2021 року в програному (0:1) виїзному поєдинку 1-го туру групи А Другої ліги України проти мукачівського МФА. Ігор вийшов на поле на 46-й хвилині, замінивши Богдана Лазаренка. 18 серпня 2021 року зіграв у другому попередньому раунді кубку України 2021/22 проти борщагівської «Чайки», в якому на 35-й хвилині замінив Андрія Вересоцького та допоміг команді вперше в історії вийти до третього попереднього раунду турніру.